# Coganoa minuta
Coganoa minuta är en insektsart som beskrevs av Irena Dworakowska 1976. Coganoa minuta ingår i släktet Coganoa och familjen dvärgstritar.
Artens utbredningsområde är Elfenbenskusten. Inga underarter finns listade i Catalogue of Life.